# فيري روتينسولو
فيري روتينسولو (من مواليد 28 ديسمبر 1982 في بالو، سولاويزي الوسطى، إندونيسيا) هو لاعب كرة قدم إندونيسي معتزل. لعب كحارس مرمى.
كان حارس مرمى منتخب إندونيسيا لكرة القدم. في كأس آسيا 2007 كان روتينسولو هو الحارس الثالث بعد ياندري بيتوي وماركوس هوريسون. كان أيضًا عضوًا سابقًا في فريق إندونيسيا تحت 23 سنة في الألعاب البحرية 2005 مانيلا، الفلبين، حيث كان الحارس الثاني بعد سيامسيدار.
بدأ مسيرته الكروية مع نادي برسيجاتيم، ومنذ عام 2005 وهو يلعب مع نادي سريويجايا.

## روابط خارجية
- فيري روتينسولو على موقع قاعدة بيانات كرة القدم.إي يو (الإنجليزية)
- فيري روتينسولو على موقع ناشيونال فوتبول تيمز (الإنجليزية)
- فيري روتينسولو على موقع Soccerway.com (الإنجليزية)